# Приключения магистра
«Приключе́ния маги́стра» — серия книг автора Бориса Акунина.

## Серия
Романы из серии повествуют о британском профессоре, магистре исторических наук Николасе Фандорине и его поиске спрятанных сокровищ, старинной рукописи русского писателя и попытках раскрыть семейные тайны. В каждом романе из серии «Приключения магистра» представлены две сюжетные линии.

### Алтын-толобас
Первая книга серии. Впервые была издана в 2000 году. СПб.: Издательский Дом "Нева"; М.: ОЛМА ПРЕСС..
Николаса Фандорина, магистра исторических наук, и Корнелиуса фон Дорина, царского мушекетëра, разделяют три столетия. Но у них много общего:оба когда-то приехали в Москву, даже не подозревая, какие невероятные приключения их тут ждут. Разгадает ли сэр Николас головоломку, оставленную его далеким предком?.. 

### Внеклассное чтение
Вторая книга серии. Впервые была издана в 2003 году.
Действие детективно-авантюрного романа « Внеклассное чтение» происходит параллельно в 18 веке и в наши дни.
Последний год царствования Екатерины 2. Семилетний мальчик-вундеркинд становится свидетелем заговора против императрицы и, спасая ее, попадает в круговорот необыкновенных приключений и придворных интриг. 

### Ф. М.
Третья книга серии. Роман в двух томах, издан в 2006 году.

### Сокол и Ласточка
Четвёртая (и заключительная) книга серии, впервые изданная в 2009 году.